# Mestaruussarja 1940
La Jalkapallon suomenmestaruuskilpailut 1940 fu la trentaduesima edizione della massima serie del campionato finlandese di calcio, non venne giocato a girone unico, ma in formato coppa con partite ad eliminazione diretta. Il torneo vide la vittoria del Sudet, che disputò l'intero torneo ad Helsinki essendo Viipuri teatro della Guerra d'inverno.

## Turno preliminare
|      | Risultati |         | Luogo e data |
| ---- | --------- | ------- | ------------ |
| HIFK | 12-0      | Arsenal |              |
| YVP  | 0-5       | PaPo    |              |
|      |           |         |              |

## Ottavi di finale
|       | Risultati |             | Luogo e data |
| ----- | --------- | ----------- | ------------ |
| KPV   | 0-8       | VPS         |              |
| TaPa  | 1-8       | HIFK        |              |
| KuPS  | 1-2       | HT Helsinki |              |
| TPS   | 3-2       | HPS         |              |
| HJK   | 5-4       | KPT Kuopio  |              |
| YVPS  | 1-4       | KIF         |              |
| VIFK  | 2-0       | VPV Vaasa   |              |
| Sudet | 7-1       | PaPo        |              |
|       |           |             |              |

## Quarti di finale
|             | Risultati |       | Luogo e data |
| ----------- | --------- | ----- | ------------ |
| VPS         | 6-2       | HIFK  |              |
| HT Helsinki | 0-5       | TPS   |              |
| HJK         | 3-0       | KIF   |              |
| VIFK        | 2-3       | Sudet |              |
|             |           |       |              |

## Semifinali
|       | Risultati |     | Luogo e data |
| ----- | --------- | --- | ------------ |
| TPS   | 6-3       | VPS |              |
| Sudet | 2-1       | HJK |              |
|       |           |     |              |

## Finale
|       | Risultati |     | Luogo e data |
| ----- | --------- | --- | ------------ |
| Sudet | 2-0       | TPS |              |
|       |           |     |              |